# Бучје (Ново Горажде)
Бучје је насељено мјесто у општини Ново Горажде, Република Српска, БиХ. Према попису становништва из 2013. у насељу је живјело свега 22 становника.

## Становништво
| Демографија | Демографија | Демографија |
| Година      | Становника  | Становника  |
| ----------- | ----------- | ----------- |
| 1961.       | 303         |             |
| 1971.       | 275         |             |
| 1981.       | 214         |             |
| 1991.       | 90          |             |
| 2013.       | 22          |             |